# Stachybotryotoxikóza drůbeže
Stachybotryotoxikóza je onemocnění vyvolávané safratoxiny, trichotecenovými mykotoxiny produkovanými plísní Stachybotrys atra. Působí dermotoxicky, neurotoxicky anebo hematotoxicky. U drůbeže způsobují difteroidní záněty sliznice dutiny zobáku, jícnu, volete a svalnatého žaludku. Postižená kuřata mohou uhynout po 1-2týdenním trvání nemoci.